# Franco Baresi
Franco Baresi, född 8 maj 1960 i Travagliato, Italien, är italiensk fotbollsspelare, försvarare (libero)
Legendarisk back i AC Milan och italienska landslaget. Baresi var den första av de italienska stjärnorna som missade sina straffar mot Brasilien i VM-finalen 1994.

## Karriär
Baresi växte tillsammans med sin äldre bror Giuseppe Baresi upp i Travagliato utanför Brescia. 1974 provspelade båda bröderna för Inter men Giuseppe och inte Franco fick kontrakt med klubben. Istället fick Franco Baresi plats i AC Milans ungdomslag. 1978 debuterade han för Milan som libero i Serie A under tränaren Nils Liedholm. 1979 var han ordinarie i det lag som vann italienska ligan. 
Följande säsong flyttades Milan ner i Serie B för sin inblandning i en mutskandal. Baresi stannade kvar i klubben även under den andra Serie B-säsongen 1982-1983 och blev lagkapten. Därefter kom klubben att åter etablera sig i toppen av Serie A och fotbollseuropa med Silvio Berlusconi som ägare och Arrigo Sacchi som tränare. 1988 blev Milan återigen italienska mästare och kom de följande åren att ta hem Champions League tre gånger (1989, 1990, 1994). Baresi sågs av Berlusconi som lagets motor och själ. Under Serie A-säsongen 1991-1992 förlorade Milan inte en enda match då man tog hem ligan för tredje året i rad. Baresi var som libero chef för AC Milans legendariska försvar under det tidiga 1990-talet tillsammans med Mauro Tassotti, Paolo Maldini och Alessandro Costacurta.
Baresi slutade spela 1997 efter 716 matcher för Milan varav 470 i Serie A.

### Italien
Baresi var med redan 1980 i Italiens EM-trupp utan att spela några matcher. 1982 togs han ut till VM-truppen men spelade inte heller nu några matcher då Gaetano Scirea var libero när Italien blev världsmästare. Baresis landslagsdebut följde i december 1982. Baresi försvann från landslaget under Milans tid i Serie B och togs inte ut till VM 1986 och återkom först under Enzo Bearzots efterträdare. Under EM 1988 etablerade sig Baresi som landslagets libero. 

## Meriter
- 81 A-landskamper för Italien
- VM i fotboll: 1982 (spelade inga matcher), 1990, 1994
  - VM-silver: 1994
  - VM-brons: 1990
- EM i fotboll: 1988

- Champions League: 1989, 1990, 1994
- Italiensk mästare 1979, 1988, 1992, 1993, 1994, 1996